# 노먼 그린바움
노먼 그린바움(Norman Greenbaum, 1942년 11월 20일~)은 미국의 싱어송라이터이다. 대표곡은 〈Spirit in the Sky〉다.

## 생애
1942년 11월 20일, 매사추세츠주 몰든에서 태어났다. 정통파에 가까운 보수적인 유대인 가정에서 성장해 베스 이스라엘 회당의 히브리인 학교에서 수학했다. 그는 바르 미츠바를 거쳤으며 보스턴 대학교에서 대학생으로 있을 동안 찻집에서 기타를 치고 노래하며 음악 활동을 시작했다. 그는 포크 음악, 델타 블루스, 저그 음악에 영향을 받았다. 이후 1965년에 로스앤젤레스로 이주해 밴드 '닥터 웨스츠 메디슨 쇼 앤 정크 밴드(Dr. West's Medicine Show and Junk Band)'를 결성했다.
그룹은 1968년 이전에 해체되었고, 해체 후 짧게 밴드 활동을 이어가던 그는 1968년에 솔로로 활동하기 시작한다. 다음 해 그는 그의 대표곡 〈Spirit in the Sky〉를 워너 브라더스 레코드를 통해 발매한다. "무거운" 기타 사운드, 박수, 영적인 가사가 어우러진 이 곡은 1969년부터 1970년에 걸쳐 200만 장을 판매했고, 미국 음반 산업 협회 (RIAA)에서 골드 디스크를 수상한다. 이후 다양한 영화와 광고, TV 프로그램 등에서 사용되었다. 〈Spirit in the Sky〉의 가사의 테마는 분명히 기독교적이지만, 당시에도 그 후에도 그는 엄격한 유대교를 신조로 삼았다.

인터뷰에서 그린바움은 〈Spirit in the Sky〉의 영감은 서부극 영화였다고 말했다.
노먼 그린바움: 〈Spirit in the Sky〉가 무엇에 기반을 두었냐고 묻는다면 ... 우리가 자라면서 본 것이 뭐였죠? 바로 서부극이죠! 못되고 드러운 악당들은 총에 맞으면서도 부츠를 신은 채로 죽고 싶어하죠. 그 부츠를 신고 죽고 싶다는 것이, 제겐 영적인 것으로 받아들여 졌어요.
레이 섀쇼: 그게 곡을 쓰게 된 계기가 되었나요?
노먼 그린바움: 맞아요. 그 곡 자체는 간단했고, 당연히 작곡도 간단하게 가야 했죠. 뭔가를 찬양하는 기독교적 노래가 아니라 그저 단순한 노래일 뿐이에요. 기독교를 소재로 삼아야 했던 것은, 어차피 무언가는 사용하지 않으면 안됐던 것이에요. 근데, 중요한 건 예수 부분이 아니라 "spirit in the sky"이라는 가사에요. 참으로 우습지 않나요 ... 저도 부츠를 신은 채 죽었으면 하군요.
그러나 이 곡 이후론 히트곡이 나오지 않았고 1972년 앨범 《Petaluma》가 발매된 후 캘리포니아주에 있던 자신의 낙농업에 집중하러 은퇴했다. 1973년엔 부인과 이혼했고 1980년엔 은퇴해 캘리포니아 북부의 한 레스토랑에서 요리사로 일하고 있었다. 1980년대 중반엔 관리직으로 쇼 사업에 와서 여러 콘서트를 홍보했다.
그는 일반적으로 원 히트 원더로 간주되고 있지만, 닥터 웨스츠 메디슨 쇼 앤 정크 밴드 명의로 녹음한 〈The Eggplant That Ate Chicago〉 등 1966년에는 몇 곡의 레코드가 차트에 진입했다. 1960년대에는 또한 브루노 울프 위드 더 짐 크웨스킨 저그 밴드(Bruno Wolf with the Jim Kweskin Jug Band)라는 이름으로도 활동했다.

## 사생활
그는 캘리포니아 산타로사에서 대부분의 일생을 보냈다. 2015년 3월 28일 승차한 (운전사가 아니었다) 자동차가 오시덴탈 로드(Occidental Road)에서 좌회전 할 때 직진해 온 오토바이와 충돌해 오토바이 운전자는 사망, 동승자와 그는 중상을 입었다. 이후 회복해서 연주 활동에 복귀했다.

## 음반 목록
- 《Spirit in the Sky》 (1969)
- 《Norman Greenbaum with Dr. West's Medicine Show and Junk Band》 (1969)
- 《Back Home Again》 (1970)
- 《Petaluma》 (1972)